# Mimetica angulosa
Mimetica angulosa är en insektsart som beskrevs av Vignon 1924. Mimetica angulosa ingår i släktet Mimetica och familjen vårtbitare. Inga underarter finns listade i Catalogue of Life.